# Laura Poitras

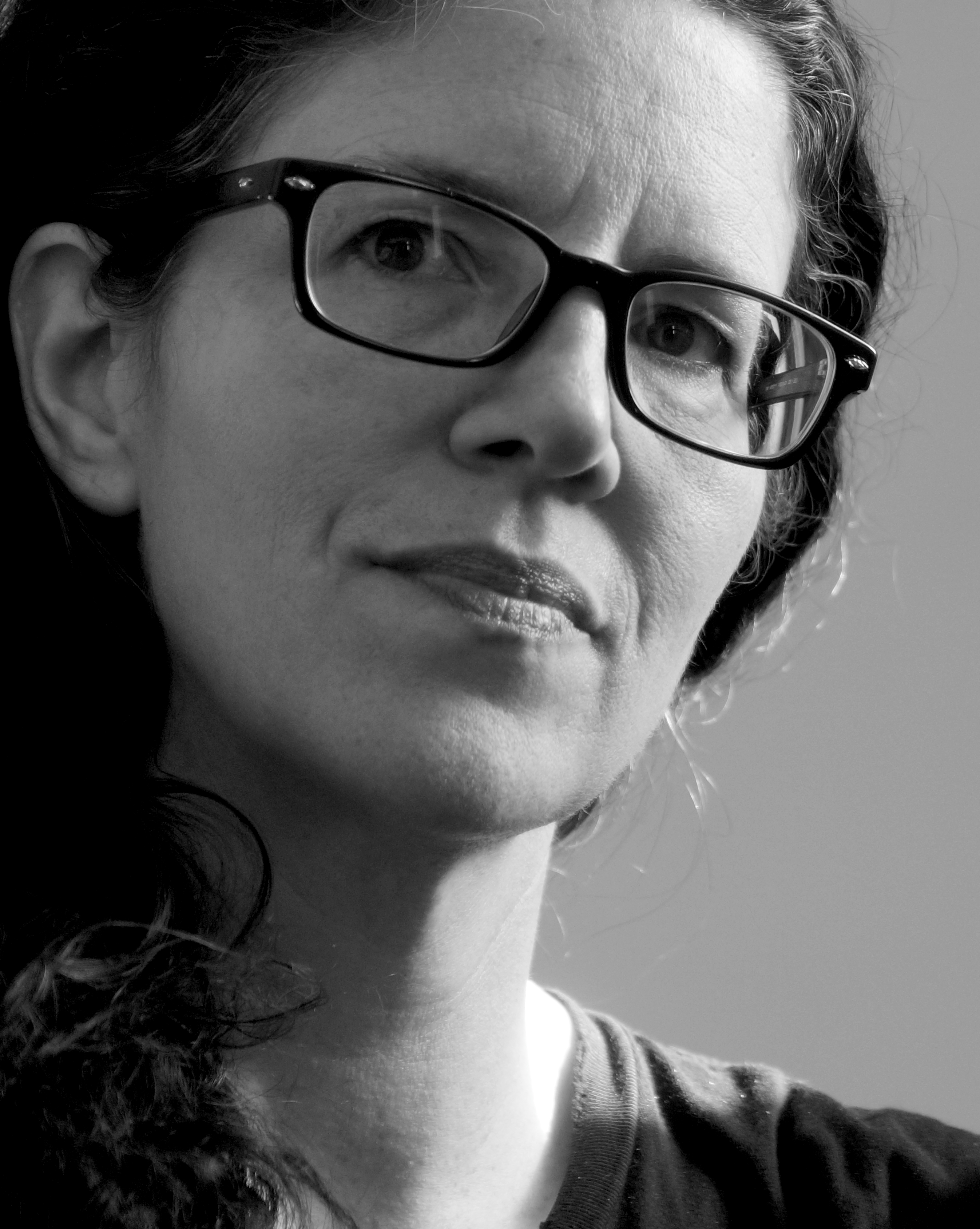
Laura Poitras (2014)

Laura Poitras (* 2. Februar 1964 in Boston) ist eine US-amerikanische Dokumentarfilmregisseurin und -produzentin. Sie hat mehrere preisgekrönte Werke veröffentlicht und ist MacArthur Fellow.
Poitras ist eine der Initiatoren der Freedom of the Press Foundation; sie ist neben Glenn Greenwald die erste Person, die Zugriff auf die von Whistleblower Edward Snowden zur Verfügung gestellten Dokumente der Globalen Überwachungs- und Spionageaffäre hatte. Vom Februar 2014 bis September 2016 war sie für das von Glenn Greenwald und Jeremy Scahill zusammen mit ihr gegründete Medium The Intercept tätig. Seit September 2016 ist sie eine der leitenden Produzentinnen der Dokumentarfilmplattform Field of Vision, einem weiteren Projekt der gemeinnützigen Medienfirma First Look Media. Am 30. November 2020 wurde Poitras von First Look Media entlassen, nach Poitras Angaben aufgrund der Kontroverse im Zusammenhang mit der Whistleblowerin Reality Winner.
Ihr Film Citizenfour, ein Dokumentarfilm über den US-amerikanischen Whistleblower Edward Snowden, für den sie das Drehbuch schrieb und Regie führte, gewann 2015 den Oscar in der Kategorie Bester Dokumentarfilm.
Am 9. September 2022 erhielt sie für ihren Film All the Beauty and the Bloodshed über die Opioidkrise in den USA den Goldenen Löwen der Internationalen Filmfestspiele von Venedig.

## Leben
Laura Poitras wuchs in einer wohlhabenden Familie in Boston auf. Sie hat zwei Geschwister. Ihre Eltern, Pat und Jim Poitras, übernahmen 1979 das von Poitras’ Großvater aufgebaute Familienunternehmen. Im Jahr 2007 spendeten sie 20 Millionen Dollar an das Massachusetts Institute of Technology zum Aufbau des „Poitras Center for Affective Disorders Research“, einem Institut, das sich mit Forschung zu affektiven Störungen wie Bipolaren Störungen, Depressionen oder Schizophrenie befasst.
Nach dem Besuch der Sudbury Valley School und dem Abschluss der High School, ging Laura Poitras nach San Francisco, um Köchin zu werden, entschied sich dann jedoch für ein Studium am San Francisco Art Institute, wo sie zusammen mit dem Experimentalfilmer Ernie Gehr Kurse besuchte. 1992 zog sie nach New York um und setzte ihr Studium an der Universität The New School fort, das sie 1996 mit einem Bachelor in „Public Engagement“ (etwa: öffentliche Partizipation) beendete.
Seit der Veröffentlichung von Irak – Mein fremdes Land – einem Dokumentarfilm über den Irak unter US-amerikanischer Besatzung – im Jahr 2006 war Poitras vom Department of Homeland Security als terrorverdächtig eingestuft. Flugreisen gingen für sie zwangsläufig mit den Maßnahmen des Secondary Security Screening Selection einher, da sie auf der Watch List des US-Außenministeriums steht. Auf Grund dieser Eintragung und den entsprechenden Repressionen schrieb Glenn Greenwald schon 2012 über ihre kontroversen Filme und das daraus resultierende Schicksal. Erst nach Erscheinen des Artikels von Greenwald hörten die Repressionen bei ihrer Einreise in die USA auf. Im Jahr 2016 strengte sie eine Klage gegen die US-Regierung zur Offenlegung der Unterlagen an, auf deren Grundlage die Sicherheitsbehörden Poitras über einen Zeitraum von sechs Jahren im Visier hatten.
Im Januar 2013 wurde Poitras anonym kontaktiert und erhielt – nachdem sie ihren PGP-Public Key zur Verfügung stellte – Anweisungen, sich weiter gegen Hacks abzusichern (siehe Bruteforce):

“Assume that your adversary is capable of a trillion guesses per second”

„etwa: Nimm an, dein Gegenspieler kann eine Billion Versuche pro Sekunde leisten“

Infolge dieses Mailverkehrs arrangierten Snowden, Greenwald und Poitras ein Treffen in Kowloon. Seit der Übergabe der Top-Secret-Dateien verwendet sie unterschiedliche Computer für Schneiden, Kommunikation und das Lesen der Geheimsachen. Das Gerät für das Lesen ist vollständig ohne Anbindung zu irgendeinem Kommunikationssystem.
Während Greenwald die Publikation über die Zeitung The Guardian wählte, arbeitete Poitras daran, die Überwachungsaffäre filmisch aufzubereiten.
Am 10. Februar 2014 veröffentlichte sie über The Intercept:

“A primary function of The Intercept is to insist upon and defend our press freedoms from those who wish to infringe them. We are determined to move forward with what we believe is essential reporting in the public interest and with a commitment to the ideal that a truly free and independent press is a vital component of any healthy democratic society. We believe the prime value of journalism is that it imposes transparency, and thus accountability, on those who wield the greatest governmental and corporate power. Our journalists will be not only permitted, but encouraged, to pursue stories without regard to whom they might alienate.”

„Eine vorrangige Funktion von The Intercept ist es, auf unseren Pressefreiheiten zu bestehen und gegenüber jenen zu verteidigen, welche sie verletzen wollen. Wir sind entschlossen, das voranzubringen, was wir für wesentliche journalistische Arbeit im öffentlichen Interesse halten. Unsere Hingabe gilt dem Ideal der wahrlich freien und unabhängigen Presse als lebensnotwendige Komponente jeder gesunden demokratischen Gesellschaft. Wir glauben, dass Transparenz den wesentlichen Wert von Journalismus ausmacht, und damit auch die Verantwortung jener, die die größte politische und unternehmerische Macht innehaben. Unsere Journalisten haben nicht nur die Erlaubnis, sondern werden dazu ermutigt, Geschichten ohne Rücksicht darauf zu verfolgen, wen sie damit vor den Kopf stoßen könnten.“

Bezüglich ihrer Zeit mit Snowden in Hongkong sagte sie:

“In retrospect, a lot of people think, Oh, the Snowden story is a great story that any journalist would want to get ahold of, but it didn’t feel that way then. I was seriously scared.”

„Rückbetrachtend glauben viele Leute „Oh, die Snowden-Story ist eine großartige Geschichte, die jeder Journalist gerne zu fassen bekäme“, aber so hat es sich nicht angefühlt. Ich hatte ernsthaft Angst.“

Poitras lebte in Berlin, kehrte 2016 allerdings nach New York City zurück.

## Werk
Laura Poitras thematisiert in ihren Filmen gesellschaftliche oder politische Missstände. Nachdem sie in Flag Wars Gentrifikation behandelte, beschäftigt sie sich seit Irak – Mein fremdes Land mit Facetten und Auswirkungen des Krieges gegen den Terror. Irak – Mein fremdes Land war der Auftakt zu einer Trilogie, deren zweiter Teil unter dem Titel The Oath veröffentlicht wurde. Der dritte und letzte Teil wurde unter dem Arbeitstitel The Program begonnen. Die New York Times schrieb im August 2013, der Film behandelt Fragen der Terrorismus-Abwehr und die Rolle von Whistleblowern in der Gesellschaft des 21. Jahrhunderts im Angesicht der Überwachung von Nachrichtendiensten. Die Filmgeschichte wird Parallelen zu Snowdens Werdegang aufweisen. 2014 kam der Dokumentarfilm unter dem Titel Citizenfour in die Kinos.
Für das Whitney Museum of American Art erschuf sie im Januar 2016 ihre erste Kunstausstellung „Astro Noise“, welche unter anderem die Globale Überwachungs- und Spionageaffäre, den Krieg gegen den Terror und Gezielte Tötungen thematisieren wird. Der Name ist angelehnt an die Bezeichnung der verschlüsselten Containerdatei, mit der Edward Snowden die Dokumente der NSA an Poitras übergab, und bezieht sich ursprünglich auf die thermische Rest-Strahlung des Urknalls. In der Ausstellung visualisiert sie die Spuren der Spähtechnik, Satellitensignale und Drohnenüberflüge. Daneben zeigt sie Menschen; Opfer von terroristischer Gewalt und Menschen, die von der Staatsgewalt als Terroristen behandelt werden. In der Frankfurter Allgemeinen Sonntagszeitung vom 7. Februar 2016 wurde sie zur Ausstellung und ihren momentanen Lebensumständen von Johanna Adorján befragt.
Für die Süddeutsche Zeitung berichtete Peter Richter über die Ausstellung aus New York: „Poitras hat ganz offensichtlich nach Kanälen gesucht, um ihr Material und ihre Botschaft so wirkungsvoll wie möglich zu vermitteln, und hat sie in den bekannten Arsenalen der Kunst und der Ausstellungsarchitektur auch gefunden. Um eine Arbeit an diesen Kanälen ging es nicht so sehr. Und das ist verständlich.“
Im Jahr 2022 entstand der Dokumentarfilm All the Beauty and the Bloodshed, der den Kampf der Künstlerin Nan Goldin gegen die Oxycodon-Hersteller-Familie Sackler aufgreift. Poitras erhielt für ihr Werk den Goldenen Löwen der 79. Internationalen Filmfestspiele von Venedig und wurde für den Oscar nominiert.
Im Jahr 2023 wurde sie in die Wettbewerbsjury der 80. Filmfestspiele von Venedig berufen.

## Filmografie
- 1995: Exact Fantasy
- 1998: Free Tibet (Produktion, Schnitt; Regie: Sarah Pirozek)
- 2003: Flag Wars
- 2006: Irak – Mein fremdes Land (My Country, My Country)[20]
- 2010: Der Eid – Einblicke in das Al-Kaida-Netzwerk (The Oath)
- 2011: The Law in These Parts (Produktion; Regie: Ra’anan Alexandrovicz)
- 2011: O’Say Can You See (Videoinstallation)
- 2012: The Program
- 2014: Citizenfour[21]
- 2016: Risk, Dokumentarfilm über Julian Assange[22][23]
- 2022: All the Beauty and the Bloodshed

## Auszeichnungen

### Person
- 2010: True Vision Award des True/False Film Festivals
- seit 2012: MacArthur Fellow
- 2013: George Polk Award gemeinsam mit 30 Preisträgern
- 2014: The Ridenhour Truth-Telling Prize, gemeinsam mit Edward Snowden[24]
- 2014: Sonderpreis des Henri-Nannen-Preises für Verdienste um die Pressefreiheit[25]
- 2014: Carl-von-Ossietzky-Medaille, gemeinsam mit Edward Snowden und Glenn Greenwald
- 2014: Pulitzer-Preis in der Kategorie Public Service zusammen mit der Washington Post und dem Guardian[26][27]
- 2015: Marion Dönhoff Preis[28]

### Filme
- 2004: Flag Wars, ausgezeichnet mit einem Peabody Award und als Beste Dokumentation vom South by Southwest Festival und Seattle Lesbian & Gay Film Festival sowie dem Filmmaker Award des Full Frame Documentary Film Festivals – nominiert wurde der Film  für einen Emmy und einen Independent Spirit Award.
- 2007: Irak – Mein fremdes Land, nominiert für einen Oscar in der Kategorie Bester Dokumentarfilm zusammen mit Jocelyn Glatzer
- 2010: The Oath, ausgezeichnet als Excellence in Cinematography Award for U.S. Documentary vom Sundance Film Festival
- 2015: Citizenfour ausgezeichnet mit einem Oscar in der Kategorie Bester Dokumentarfilm zusammen mit Mathilde Bonnefoy und Dirk Wilutzky[29]
- 2022: Goldener Löwe der Internationalen Filmfestspiele Venedig für All the Beauty and the Bloodshed[30]
- 2023: All the Beauty and the Bloodshed nominiert für einen Oscar in der Kategorie Bester Dokumentarfilm, Howard Gertler, Nan Goldin, Yoni Golijov, John Lyons